# اس‌ای‌تی (آزمون)
اس‌ای‌تی (به انگلیسی: SAT) که مخفف کلمات Scholastic Assessment Test می باشد. یکی از دو امتحان استاندارد برای ورود به دانشگاه در آمریکا است که توسط موسسه کالج برد (به انگلیسی: College Board) که شرکتی غیردولتی است، مدیریت می‌شود.
کالج برد برای اولین بار در سال ۱۹۰۱ شروع به کار کرد و در سال 1926 اولین آزمون اس ای تی خود را برگزار کرد.

## عملکرد
کالج برد اظهار می‌کند که اس ای تی تفکر منتقدانه دانش آموزان و میزان تجزیه و تحلیل مفاهیم یادگرفته شده توسط دانش آموزان را که برای پیشرفت آن‌ها در دانشگاه‌ها لازم است را می‌سنجد.همچنین اظهار می‌کنند که جمع نمره اس ای تی با نمره دبیرستان افراد شاخص بسیار بهتری از نمره تنهای دانش آموزان برای اجازه ورود به دانشگاه‌ها است.

## عنوان‌های آزمون
امتحان شامل ۳ قسمت ریاضی، درک مطلب و انشا است که هر کدام نمره‌ای بین ۲۰۰ تا ۸۰۰ دارند. در آخر نمره ۳ امتحان را با هم جمع می‌کنند.

### ریاضی
بخش ریاضی از (جبر – توانایی حل مساله – تجزبه و تحلیل اطلاعات ) تشکیل شده است که دو قسمت حدود ۲۵ دقیقه و یک قسمت حدود ۲۰ دقیقه زمان میبرد. توانایی حل مساله : در این بخش به ۲۰ سؤال ۴ گزینه ای حدود ۲۵ دقیقه و ۳۸ سؤال ۴ گزینه ای حدود ۵۵ دقیقه وقت لازم است، در ۲۰ سوالی نیازی به ماشین حساب نیست اما در ۳۸ سوالی ماشین حساب مجاز میباشد. این بخش دارای ۵۸ سؤال است، در این بخش نمره منفی برای سوالات ۴ گزینه ای لحاظ نمی‌گردد . میانگین نمره برای این بخش ۵۱۳ میباشد. (برخی نمونه سوالات ریاضی SAT)

### درک مطلب
ترکیبی از سوالات تستی و تشریحی است که تعداد سوالات تستی به مراتب بیشتر از سوالات تشریحی میباشد، و این بخش بیشتر دایره لغات دانش آموز را آزمایش میکند و مثل درس ریاضی دو بخشش حدود ۲۵ دقیقه و یک بخشش حدود ۲۰ دقیقه زمان میبرد و حدودا ۵۲ سؤال دارد که باید در عرض ۶۵ دقیقه جواب داده شود و همه سوالات این بخش چند گزینه ای می باشند و از متن های گوناگون طراحی شده اند.
متن های این بخش حدود ۵ متن میباشد و هر متن حدود ۱۱-۱۰ متن دارد که نمره اش از ۸۰۰-۲۰۰ میباشد، مباحث متون مربوط معمولا از این منابع میباشند: ( متون ادبیات کلاسیک، زیست شناسی، جامعه شناسی، روانشناسی، اقتصاد، زمین شناسی، فیزیک، شیمی ، جدول ، نمودار، ). میانگین نمره برای این درس ۴۹۷ میباشد. دراین بخش نمره منفی برای پاسخ های غلط منظور نمی‌گردد.

### انشا
این بخش پرسش‌های چندگزینه‌ای و مقاله می‌باشد که متقاضیان باید مقاله را تمام کنند و نمره مقاله از عوامل نمره نهایی به شمار می‌رود. بخش انشاء در آزمون SAT اختیاری می‌باشد و بعضی دانشگاه‌ها زیاد به نمره اهمیت می‌دهند و دانشجو می‌بایست درس انشاء را در رزومه زبانی خود قرار دهد. انشا بر ۳ روش صورت می‌گیرد: ۱- درک مطلب ۲- تحلیل متن ۳ – نگارش، مدت زمان پاسخگویی به پرسش‌های این بخش حدود ۵۰ دقیقه و نمره هر یک از این بخش‌ها از ۴-۱ می‌باشد و این نمره، میانگین نمره نهایی دانشجو محسوب می‌شود.
دو مصحح برای بخش انشاء در نظر گرفته می‌شود برای درس انشاء نمره‌ای که در کارنامه درج می‌شود از ۸-۲ می‌باشد. نمرات ۵.۵ یا ۶ نمره قابل قبول برای بیشتر دانشگاه‌ها به شمار می‌رود. آن چیزی که در این بخش مهم است سه عامل شاهد – استدلال و آرایه‌های ادبی هستند و زبان‌آموز باید طبق این عوامل متن را نقد و بررسی کند.

## زمان های برگزاری آزمون اس ای تی
زمان برگزاری این آزمون به دودسته تقسیم می شود
- افراد ساکن ایالت متحده آمریکا: در ایالت متحده ، آزمون SAT  هفت بار در سال برگزار می شود . معمولا ثبت نام آزمون ها یک ماه قبل از برگزاری آزمون اصلی انجام می شود. ماه هایی که آزمون SAT در آمریکا برگزار می شود به صورت زیر است:  مارس - می - ژوئن - اوت - اکتبر - نوامبر - دسامبر
- سایر کشور های جهان: ساکنین سایر کشورها از جمله کانادا ، انگلیس ، استرالیا ، آلمان ، ترکیه  و … نیز می توانند تقریبا یک ماه قبل از آزمون اقدام به ثبت نام در آزمون SAT کنند. برای ثبت نام آزمون می توانید با مراجعه به سایت ، اقدام به ثبت نام کنید.  نکته مهمی که در این باره باید بدانید این است که ، اگر در زمان تعیین شده موفق به ثبت نام آزمون نشدید می توانید با پرداخت جریمه و در زمان مهلت داده شده مجددا ثبت نام کنید.